# Cranc gegant del Japó
El cranc gegant del Japó (Macrocheira kaempferi) és una espècie de crustaci decàpode de l'infraordre Brachyura. És el cranc vivent més gros, amb 4 m d'envergadura i 20 kg.

## Característiques
És el cranc vivent més gros; en la seva maduresa pot arribar a desenvolupar una longitud de potes de gairebé 4 m, un cos de fins a 37 cm i un pes de fins a 20 kg.

## Història natural
L'hàbitat natural del cranc és en el fons de l'oceà Pacífic (aproximadament 300 m profund) al voltant del Japó, on s'alimenta d'animals morts i marisc. S'estima que té una esperança de vida de fins a 100 anys.
Alguns pescadors i mariners tenen por d'aquest cranc perquè s'ha vist alguns dels més grans menjant persones ofegades.